# Polystichtis rhodope
Polystichtis rhodope is een vlinder uit de familie van de prachtvlinders (Riodinidae). De wetenschappelijke naam van de soort is voor het eerst geldig gepubliceerd in 1853 door Hewitson.